# Weinmannia mammea
Weinmannia mammea är en tvåhjärtbladig växtart som beskrevs av Luciano Bernardi. Weinmannia mammea ingår i släktet Weinmannia och familjen Cunoniaceae. Inga underarter finns listade i Catalogue of Life.